# Sentier des chibottes

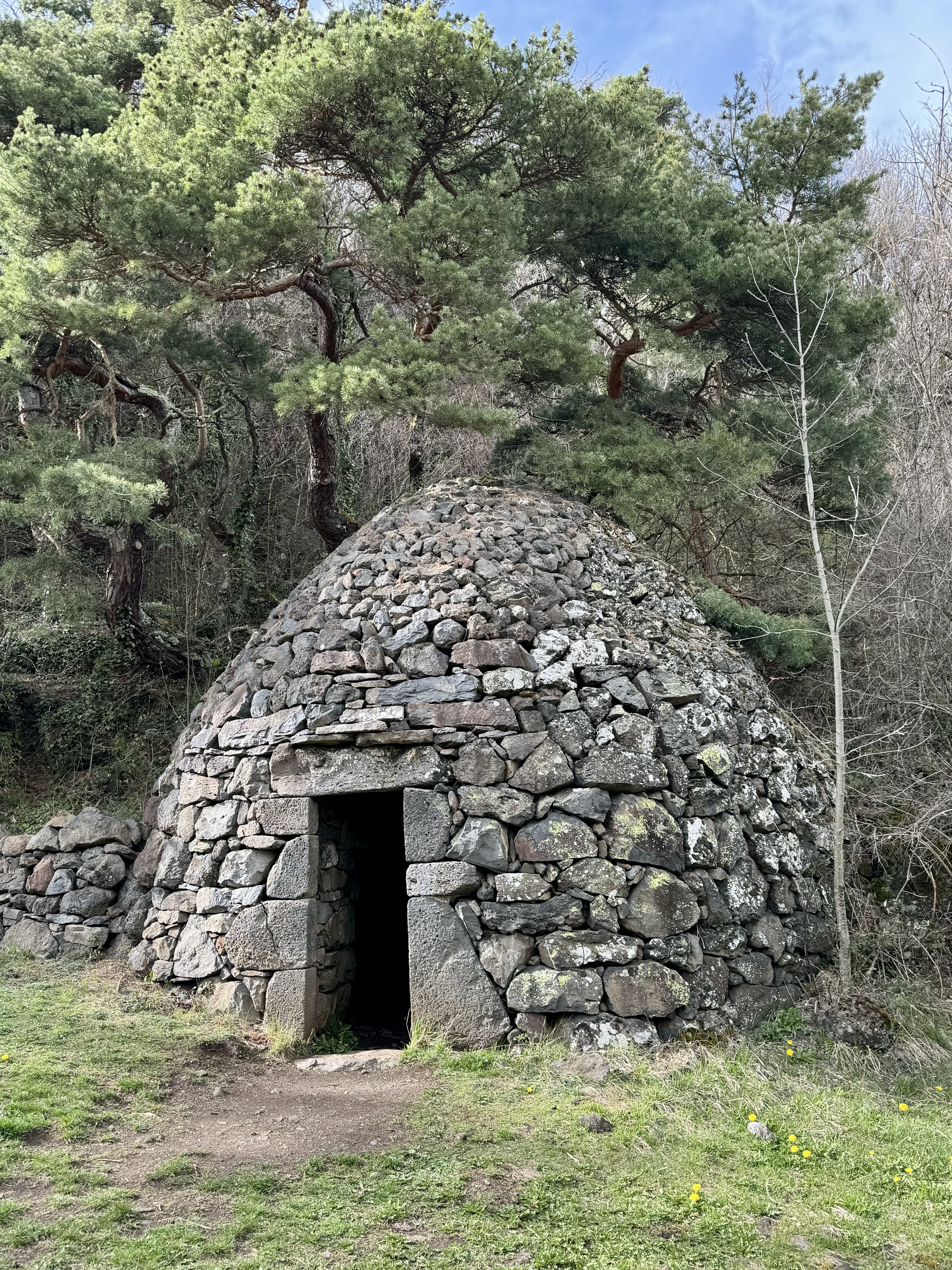
Ancienne cabane viticole au couvrement refait en dôme (à l'exception d'une portion sur la droite, reconnaissable aux lichens recouvrant les pierres) en vue de l'incorporation de l'édifice dans le circuit. Photo prise en mars 2024.

Le sentier des chibottes est un sentier de petite randonnée (PR 638) situé sur la commune de Vals-près-le-Puy en Haute-Loire. Il a pour cadre la vallée du Dolaison à l'ouest de la ville et relie d'anciennes cabanes de vigne en pierre sèche, construites au XIXe siècle et appelées localement tsabones (cabanes) à l'époque du vignoble puis chibottes à  la suite de l'érudit Albert Boudon-Lashermes.

## Historique
Si le projet de restauration et de mise en valeur touristique de ces cabanes de basalte remonte aux années 1970, sa mise en œuvre toutefois n'est engagée qu'à partir de la fin des années 2000. En 2009, la commune de Vals se dote du droit de préemption sur les parcelles d'une zone d'aménagement différé, la « ZAD des chibottes », créée le 9 octobre, dans le vallon du Dolaison (lieux-dits Lous Cros; La Plone, Les Péreyres, Laval, Louis Crouzace, Lamare, Bois de Lirate, Crostet, Les Closses, Pré Devèze, Pralong). Cette ZAD doit permettre à la municipalité d'acquérir des parcelles où se trouvent des cabanes afin de pouvoir concrétiser son projet.
En 2010, on apprend qu'un sentier de randonnée de 6 km sera réalisé au départ de la mairie. Il nécessitera divers travaux d'aménagement, dont la réhabilitation de deux chibottes pour un coût estimé  à 75 000 euros H.T. Le financement sera assuré par la Communauté d'agglomération du Puy-en-Velay,.
Le 5 novembre 2011, a lieu l'inauguration du « parcours des chibottes » rendu possible par l'acquisition de cinq cabanes par la municipalité et leur restauration au prix de 100 000 euros avancés par l'agglomération, le département, l'État et l'Europe.
Du 11 mars au 11 avril 2013, se tient une enquête publique concernant le « classement du site des gorges du Dolaizon et de la vallée des Chibottes », à cheval sur les communes de Vals-près-le-Puy et de Saint-Christophe-sur-Dolaison. La vallée du Dolaison, en amont de Vals, est proposée pour rejoindre la liste des sites classés et protégés en tant que monuments naturels et sites de caractère artistique, historique, scientifique, légendaire ou pittoresque  (loi de 1930).
En date du 8 mars 2016, les gorges du Dolaison et la « vallée des chibottes » deviennent site classé au titre du paysage.
En 2022, un inventaire des murets en pierre sèche est entrepris dans la partie la plus encaissée des gorges, là où subsistent les vestiges lithiques de l'ancien vignoble du XIXe siècle. L'opération est confiée à un service de cartographie et à un « murailler » (maçon à pierres sèches) local (coût : 14 000 euros).
En 2023, débute le chantier de restauration de la grande cabane appelée « la cabane du chef » ou « la mairie » par les Valladiers, en prévision de son inclusion dans le circuit touristique. Le haut de sa façade plane s'est éboulé et son cône est tronqué. Le financement des travaux se monte à 45 400 euros, dont 40% provenant de la Communauté d'agglomération du Puy-en-Velay (18 160 euros), 30% du Département (13 620 euros) et 30% de la Région (13 620 euros). La restauration, confiée aux muraillers de l'association « Pierre Sèche » de Haute-Loire, s'achève début 2024.

## Cadre naturel

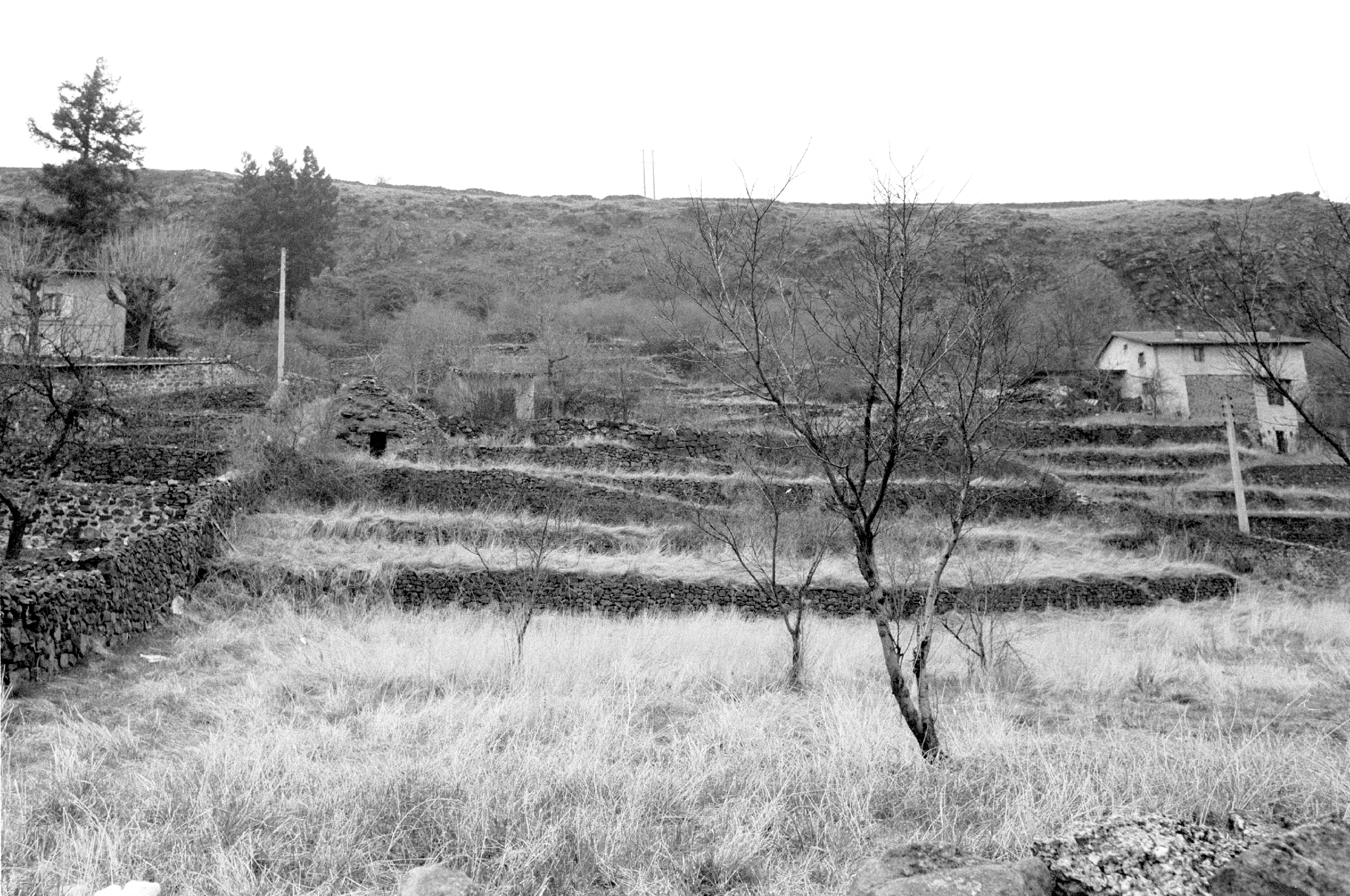
Ancienne vigne en friche avec sa cabane (« tsabone ») et ses terrasses au lieudit La Sermone en 1979.

Aux portes de l’agglomération du Puy-en-Velay, sur les communes de Vals-près-le-Puy et de Saint Christophe-sur-Dolaison, les gorges de la rivière du Dolaison qui entament les larges coulées basaltiques venues du plateau du Devès, sont reconnues comme un espace peu commun pour ses patrimoines paysager, floristique, faunistique, hydrologique, géologique et architectural. Entièrement épargnée par l'urbanisation et facilement accessible depuis Le Puy-en-Velay et le centre de Vals, la vallée joue le rôle « d’espace naturel de proximité » pour l'agglomération. Le spectacle le plus surprenant est la falaise de la vallée, formation géologique orientée au Sud, d’au moins 1,5 km, surplombée en partie par le chemin de Saint-Jacques-de-Compostelle.

## Ancien vignoble
Les murs de terrasses et les cabanes de pierre encore visibles sur les versants du vallon regardant le sud témoignent de la destination viticole des lieux au XIXe siècle, favorisée par ue situation abritée, une exposition plein sud, un sol volcanique riche et le recours à des variétés tardives de cépages pour éviter le gel printanier. La configuration des lieux, avec ses murets de basalte sombre, permettait d’emmagasiner la chaleur dans la journée et de la rediffuser pendant la nuit, à une altitude voisine de 750 mètres. Touché par le phylloxéra, ce terroir viticole fut abandonné au début du XXe siècle.

## Configuration du circuit

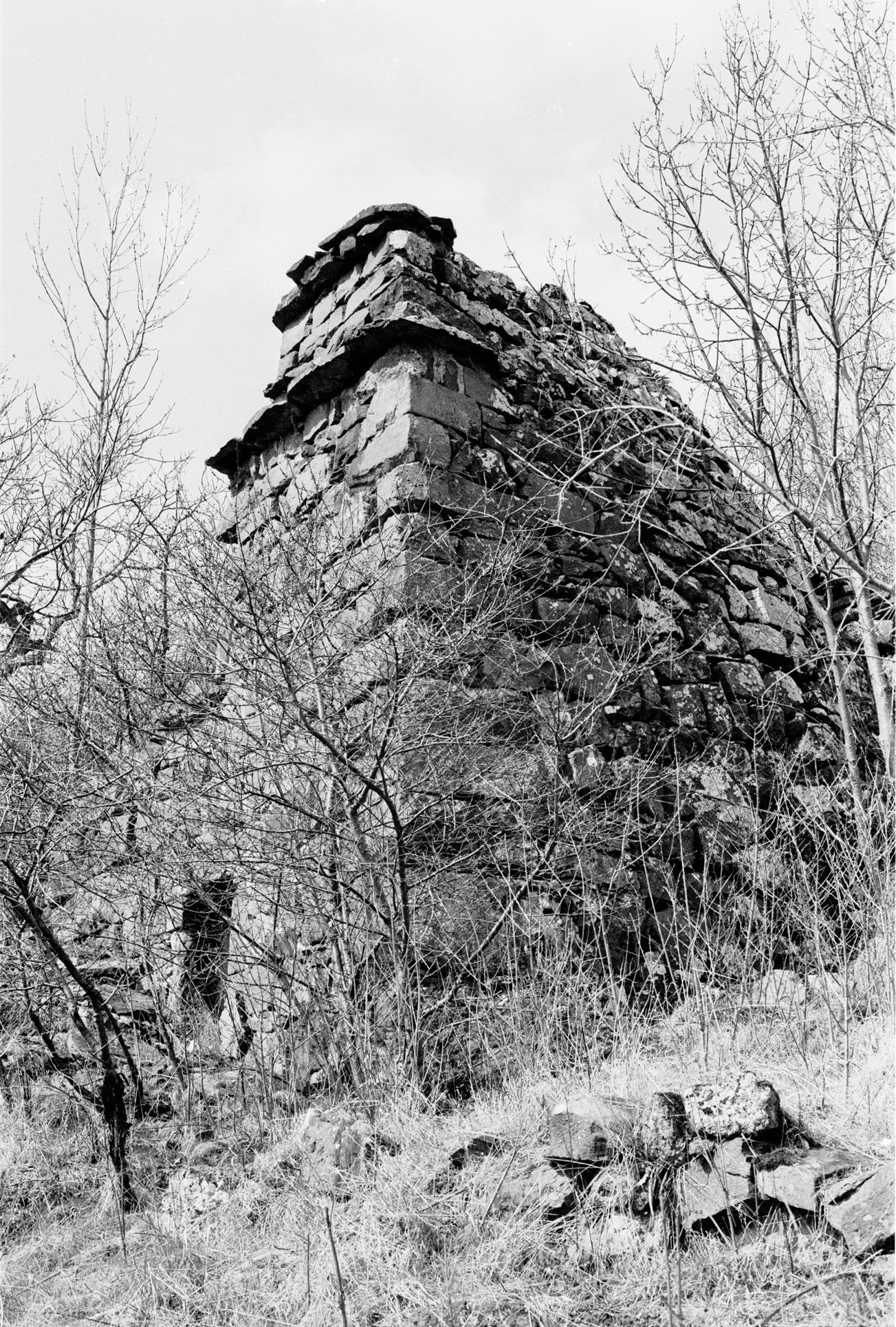
La « cabane du chef » au lieudit Le Crousas en 1979 : vue de trois-quarts droite de la façade et du cône à l'arrière.

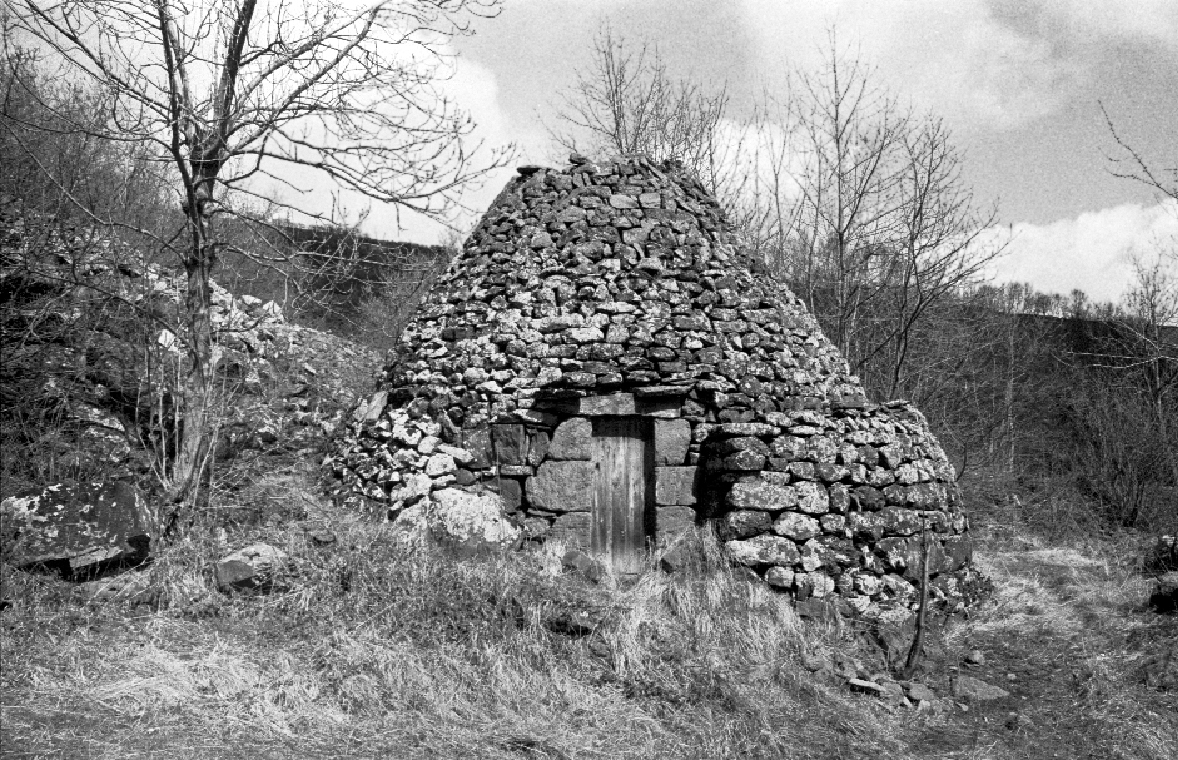
Au lieudit Les Vigneaux, en 1979, la future cabane de l'association Les vignerons de Vals.

Le sentier existe sous deux variantes :
- le « sentier des chibottes » proprement dit, grande boucle de 5,7 km et de 60 m de dénivelé partant de la mairie de Vals, à l’entrée du foyer Saint-Dominique, et empruntant en partie le chemin de Saint-Jacques-de-Compostelle (GR 65) sur le retour,
- et le « tour des chibottes », petit circuit de 1,7 km et de 200 m de dénivelé, accessible depuis la route de Saint-Christophe-sur-Dolaison et une esplanade aménagée[6].

Treize cabanes, huit privées et cinq communales, s'égrènent le long du petit circuit, notamment
- la cabane de la petite Valadière No 1),
- la cabane de Perbet (No 2),
- la cabane d'Odile (No 3),
- la cabane du grand-duc  (No 4),
- la chibotte du bois de Lirate (propriété de la commune, inscrite au titre des monuments historiques le 28 avril 1986)[7],
- la cabane des Vigneaux, engoncée côté amont dans le talus et soutenue côté aval par un contrefort (devenue la cabane des vignerons de Vals, association locale entretenant encore quelques vignes dans le vallon).

Est venue s'ajouter à cette liste la « cabane du chef », dite aussi la « mairie », propriété de la commune, au lieudit Le Crousas : bâtisse du XIXe siècle, restaurée en 2023-2024 et exceptionnelle par ses dimensions, son étage et sa haute façade plane imitant celle d'une maison urbaine.
Plusieurs cabanes en mauvais état ont été restaurées, voire reconstruites par une entreprise locale spécialisée dans la maçonnerie sèche.
On peut voir également d'anciennes terrasses vinicoles, soutenues par un mur en pierre sèche et dénommées localement « chambées », ainsi que traverser des éboulis chaotiques d'anciennes coulées basaltiques appelées « chiers » (se prononce « chière »).

## Prolongement
Le circuit a été prolongé en 2023 par un tronçon de près d'un kilomètre, sur lequel on a installé une passerelle suspendue d'arbre en arbre, composée de platelage en bois et de câblage en acier et faisant 28 m de long sur 70 cm de largeur. Capable de supporter cinq personnes à la fois, elle permet de franchir le Dolaison à l'ouest du circuit (coût total de l'opération : 42 000 euros TTC).